# Янус (журнал наукової фантастики)
«Янус» — феміністичний науково-фантастичний журнал, редагований Дженіс Богстад і Жанною Гомолл у Медісоні, штат Вісконсін, тісно пов'язаний із науково-фантастичним з'їздом ВісКон (кілька ранніх програмних книг ВісКон дублювалися як спеціальні випуски Янус). Неодноразово номінувався на премію Г'юго як найкращий фензин (1978, 1979 і 1980). Під такою назвою з 1975 по 1980 рік вийшло 18 номерів; наступником журналу стала Aurora SF (Aurora Speculative Feminism).

## Дописувачки та дописувачі
Під час випуску Janus містив статті, рецензії, ілюстрації та/або листи з коментарями від різноманітних видатних осіб, зокрема: Аманди Бенкір, Меріон Зіммер-Бредлі, Волтера Бріна, Лінди Буш'ягер, Аведона Керола, Сюзі Маккі Чарнас, Керолайн Черрі, Роберта Коулсона, Семюела Ділейні, Джин ДеВіз, Гарлана Еллісона, Алексіс Гілліленд, Майка Гліксона, Джоан Генке-Вудс, Тедді Гарвія (так і під справжнім іменем Девід Тайєр), Урсули Ле Гуїн, Елізабет А. Лінн, Лорен МакГрегор, Кетрін Маклін, Вонди Мак-Інтайр, Олексія Паншина, Енді Портера, Вільяма Ротслера, Джоанни Расс, Джессіки Аманди Салмонсон, Чарльза Р. Сондерса, Стю Шиффман, Джин Сіммонс, Вілсона Такера, Джоан Д. Вінжі, Гаррі Ворнера мол., Ф. Пола Вілсона, Дональда А. Воллхейма і Сьюзен Вуд.